# Яношхальмский район
Яношхальмский район (венг. Jánoshalmi kistérség) — район медье Бач-Кишкун, Венгрия. В состав района входит 4 населённых пункта, в которых проживает 16 967 жителей. Это самый маленький район медье, как по площади, так и по населению.

## Населённые пункты
| Название   | Оригинальное название | Площадь (км²) | Население |
| ---------- | --------------------- | ------------- | --------- |
| Борота     | Borota                | 81,80         | 1 537     |
| Келешхалом | Kéleshalom            | 61,63         | 551       |
| Мелькут    | Mélykút               | 123,5         | 5 775     |
| Яношхальма | Jánoshalma            | 132,21        | 9 848     |